# Cornelia Pohl
Cornelia Pohl (* 20. Jahrhundert) ist eine ehemalige deutsche Fußballspielerin.

## Karriere
Pohl erreichte mit dem KBC Duisburg das Finale um die Deutsche Fußballmeisterschaft 1985. Die Partie im Stadion an der Westender Straße gegen den FC Bayern München gewann ihre Mannschaft durch das Tor von Anja Klinkowski in der 76. Minute.
Auch im DFB-Pokal stand sie im Finale. Am 26. Mai 1985 verlor sie mit ihrer Mannschaft im Olympiastadion Berlin vor 25.000 Zuschauern – als Vorspiel zum Männerfinale – im Elfmeterschießen gegen den FSV Frankfurt mit 3:4.

## Erfolge
- Deutscher Meister 1985
- DFB-Pokal-Finalist 1985